# Мартиньяна-ди-По
Мартиньяна-ди-По (итал. Martignana di Po) — коммуна в Италии, располагается в регионе Ломбардия, в провинции Кремона.
Население составляет 1254 человека (2008 г.), плотность населения составляет 90 чел./км². Занимает площадь 14 км². Почтовый индекс — 26040. Телефонный код — 0375.
Покровительницей коммуны почитается святая Лукия Сиракузская, празднование 13 декабря.

## Демография
Динамика населения:

## Администрация коммуны
- Официальный сайт: